# 莱达和庞蒂耶
莱达和庞蒂耶（法語：Lédas-et-Penthiès）是法国南部-比利牛斯大区 塔恩省的一个市镇，属于阿尔比区 瓦朗瑟达尔比热瓦县。该市镇2009年时的人口 为140人。

## 人口
莱达和庞蒂耶人口变化图示
| 数据来源：INSEE |